# 平岡精二
平岡精二（日语：／，1931年8月13日—1990年3月22日），日本顫音琴演奏家及作曲家，出生于東京都。父親是平岡次郎（東明流創始者平岡吟舟的次子），從小就學習鋼琴和木琴，1954年於日本青山學院大學經濟系畢業。平岡精二曾在日本一隊同志六重奏中工作，並在1951年自己成立一隊五重奏。由於堂弟平岡養一與山下毅雄為鄰，平岡精二經常與山下毅雄合奏馬林巴琴。

## 著名作品
- 那傢伙
- 上課時間
- 跟著你
- 後視圖
- 心
- 釘子

## 唱片
- 青山學院校歌{只作曲}（1974）
- 曽我町子的〝神秘女人B”
- 佩吉·葉山的〝釘子”
- 佩吉·葉山的〝上學日”
- 旗照夫〝那傢伙”